# Agaraki
Agaraki (en georgiano: აგარაკი; en armenio: Ագարակ, romanizado: Agarak) o Amizhikujva (en abjasio: Амжәықәхәа) es un pueblo que pertenece a la parcialmente reconocida República de Abjasia, parte del distrito de Gudauta, aunque de iure pertenece al municipio de Gudauta de la República Autónoma de Abjasia de Georgia.

## Toponimia
Hasta 1948 se conoció con el nombre de Kavakluki (en armenio: Կավակլուկ, lit. 'alameda'; en georgiano: კავაქლუქი) y posteriormente se cambió el nombre a Agaraki (en georgiano: აგარაკი, lit. 'dacha'). 

## Geografía
Agaraki se encuentra a orillas del mar Negro, formando parte de la bahía de Pitsunda, y está situado a 30 km al noroeste de Gudauta. El pueblo limita con los pueblos de Kaldajvara y Blaburjva en el norte y noreste, respectivamente; Lidzava en el oeste, parte del distrito de Gagra y separado por el rio Bzipi; y por el este Miusera.

## Historia
Durante el siglo XIX, este pueblo no existía oficialmente y formaba parte de Kaldajvara. La población local de Abjasia se vio obligada a partir hacia el Imperio otomano en la segunda mitad del siglo como parte de la guerra ruso-turca como parte del Muhayir o genocidio circasiano. El asentamiento quedó completamente desierto y no fue repoblado hasta 1907 por familias armenia de Hamshen que huyeron del genocidio armenio, que lo bautizaron como Kavakluk. A partir de 1915, el pueblo comenzó a crecer rápidamente, ya que llegaron más familias armenias que huían del genocidio y el número de familias aumentó de casi cero a 780 para 1928, por lo que allí vivían más de dos mil habitantes, pero en los años siguientes su número se mantuvo constante. disminuido Un total de tres escuelas primarias armenias y una escuela secundaria crecieron en el pueblo.
Durante la Segunda Guerra Mundial, 345 residentes locales se fueron a luchar por la Unión Soviética y solo la mitad regresó a casa. Se erigió un monumento cerca de la escuela en 1989 en honor a los caídos en la guerra. En 1948, el pueblo pasó a llamarse Agaraki por las autoridades georgianas. Los habitantes se dedican al cultivo de tabaco y hortalizas ya la cría de ganado.
Tras la guerra en Abjasia, en 1996, pasó a retomar su nombre original, Amzhikujva (aunque los armenios locales continúan usando el nombre Agarak). En 2007, el pueblo celebró su centenario con la participación de importantes políticos abjasios, incluido el presidente Serguéi Bagapsh.

## Demografía
La evolución demográfica de Agaraki entre 1926 y 2011 fue la siguiente:
| 2097                                                | 1191 | 982 | 672 |
| (Fuente: Population of Abkhazia since Soviet times) |      |     |     |

La población ha sufrido un descenso muy importante de la población por la guerra y desde su máximo en los años 20. Actualmente, y también en el pasado, la inmensa mayoría de la población en el pueblo son armenios.
|              | 2011      | 2011       |
| Grupo étnico | Población | Porcentaje |
| ------------ | --------- | ---------- |
| Total        | 672       | 100%       |
| Georgianos   | 0         | 0%         |
| Abjasios     | 4         | 0,6%       |
| Rusos        | 22        | 3,3%       |
| Ucranianos   | 3         | 0,4%       |
| Armenios     | 641       | 95,4%      |